# 陳政文
陳政文（英文名：EdisonJv，1985年11月30日—），臺灣男歌手。在出道前YouTube上的作品以獨特的風格吸引大批粉絲，擅長風格多變，且獨具新意。
個性直率，敢愛敢罵，常惹出不少新聞風波，像與歌手田亞霍刪好友疑雲 以歌曲表達憤怒或是與陳沂的廢死角度產生衝突， 也以歌曲批判陳沂。日前在強檔國片《角頭2：王者再起》內擔任演員一角，更為此部電影量身打造、主題曲、插曲、片尾曲一手包辦。

## 影視作品

### 電影
| 上映日期      | 電影名稱        | 角色     | 性質 |
| ------------- | --------------- | -------- | ---- |
| 2018年2月14日 | 角頭2：王者再起 | 傑威(JV) | 音樂 |

## 爭議事件

### 在外到處借錢欠債
饒舌歌手「JV」陳政文為電影角頭2：王者再起創作的主題曲《老大借過》，入圍去年金馬獎最佳原創電影歌曲，音樂實力備受肯定。但他卻被歌手謝和弦爆欠錢不還，謝和弦在社群網站貼出他與陳政文的對話，還特意標記對方，只見陳政文詢問「不知道你還願不願意相信我」，謝和弦大器回應「沒事，好好努力賺錢，把錢還給我就好」，陳政文表示答應的事一定會在期限內做到，且絕不會閃躲，又問謝和弦希望他先給一萬還是直接給兩萬，聽到對方說要兩萬，陳政文要求給他一個月的時間，謝和弦也欣然答應。不過陳政文似乎沒按照約定還錢，讓謝和弦嘲諷的說：「這年頭欠錢當老大，此風不可長。」更表示「我是鯊魚，該殺就殺」，網友們看了紛紛表示「JV連兩萬都要躲嗎」、「欠錢還錢天經地義，沒有討價還價的餘地」、「JV這樣母湯」，且遭網友爆出私底下借錢吸食大麻。
11月5號又被爆出借4000塊不還，甚至在臉書上公然挑釁，謾罵網友「死乞丐」、「臭婊子」等言語。

## 外部連結
- JV 陳政文的Facebook專頁